# Liste der Premierminister Australiens
Diese Liste führt alle Premierminister von Australien auf. Seit dem 23. Mai 2022 bekleidet Anthony Albanese dieses Amt.
| Farblegende                                                                |
| -------------------------------------------------------------------------- |
| Protectionist Party                                                        |
| Australian Labor Party                                                     |
| Free Trade Party                                                           |
| Commonwealth Liberal Party                                                 |
| National Labor Party/Nationalist Party of Australia/United Australia Party |
| National Party of Australia                                                |
| Liberal Party of Australia                                                 |

## Liste der Premierminister
| Nr.   | Name (Lebensdaten)             | Bild                           | Wahlkreis(e), Bundesstaat | Partei                                     | Amtszeit           | Amtszeit           | Wahlen                                         | Kabinett     |
| ----- | ------------------------------ | ------------------------------ | --- | ------------------------------------------ | ------------------ | ------------------ | ---------------------------------------------- | ------------ |
| 1.    | Sir Edmund Barton (1849–1920)  |                                | Hunter, New South Wales, 1901–1903 | Protectionist Party                        | 1. Januar 1901     | 24. September 1903 | 1901                                           | Barton       |
| 2.    | Alfred Deakin (1856–1919)      |                                | Ballarat, Victoria, 1901–1913 | Protectionist Party                        | 24. September 1903 | 27. April 1904     | 1903                                           | Deakin I     |
| 3.    | Chris Watson (1867–1941)       |                                | Bland, New South Wales, 1901–1906 South Sydney, New South Wales, 1906–1910                                                                          | Australian Labor Party                     | 27. April 1904     | 18. August 1904    | —                                              | Watson       |
| 4.    | Sir George Reid (1845–1918)    |                                | East Sydney, New South Wales, 1901–1909 | Free Trade Party                           | 18. August 1904    | 5. Juli 1905       | –                                              | Reid-McLean  |
| (2.)  | Alfred Deakin (1856–1919)      |                                | Ballarat, Victoria, 1901–1913 | Protectionist Party                        | 5. Juli 1905       | 13. November 1908  | —                                              | Deakin II    |
| (2.)  | Alfred Deakin (1856–1919)      | 1906                           | Ballarat, Victoria, 1901–1913 | Protectionist Party                        | 5. Juli 1905       | 13. November 1908  | Deakin III (Umbildung vom 12. Oktober 1906)    |              |
| 5.    | Andrew Fisher (1862–1928)      |                                | Wide Bay, Queensland, 1901–1915 | Australian Labor Party                     | 13. November 1908  | 2. Juni 1909       | —                                              | Fisher I     |
| (2.)  | Alfred Deakin (1856–1919)      |                                | Ballarat, Victoria, 1901–1913 | Commonwealth Liberal Party                 | 2. Juni 1909       | 29. April 1910     | —                                              | Deakin III   |
| (5.)  | Andrew Fisher (1862–1928)      |                                | Wide Bay, Queensland, 1901–1915 | Australian Labor Party                     | 29. April 1910     | 24. Juni 1913      | 1910                                           | Fisher II    |
| 6.    | Joseph Cook (1860–1947)        |                                | Parramatta, New South Wales, 1901–1921 | Commonwealth Liberal Party                 | 24. Juni 1913      | 17. September 1914 | 1913                                           | Cook         |
| (5.)  | Andrew Fisher (1862–1928)      |                                | Wide Bay, Queensland, 1901–1915 | Australian Labor Party                     | 17. September 1914 | 27. Oktober 1915   | 1914                                           | Fisher III   |
| 7.    | Billy Hughes (1862–1952)       |                                | West Sydney, New South Wales, 1901–1917 Bendigo, Victoria, 1917–1922 North Sydney, New South Wales, 1922–1949 Bradfield, New South Wales, 1949–1952 | Australian Labor Party                     | 27. Oktober 1915   | 14. November 1916  | –                                              | Hughes I     |
| 7.    | Billy Hughes (1862–1952)       | National Labor Party           | West Sydney, New South Wales, 1901–1917 Bendigo, Victoria, 1917–1922 North Sydney, New South Wales, 1922–1949 Bradfield, New South Wales, 1949–1952 | 14. November 1916                          | 17. Februar 1917   | –                  | Hughes II                                      |              |
| 7.    | Billy Hughes (1862–1952)       | Nationalist Party of Australia | West Sydney, New South Wales, 1901–1917 Bendigo, Victoria, 1917–1922 North Sydney, New South Wales, 1922–1949 Bradfield, New South Wales, 1949–1952 | 17. Februar 1917                           | 9. Februar 1923    | –                  | Hughes III                                     |              |
| 7.    | Billy Hughes (1862–1952)       | Nationalist Party of Australia | West Sydney, New South Wales, 1901–1917 Bendigo, Victoria, 1917–1922 North Sydney, New South Wales, 1922–1949 Bradfield, New South Wales, 1949–1952 | 17. Februar 1917                           | 9. Februar 1923    | 1917               | Hughes IV                                      |              |
| 7.    | Billy Hughes (1862–1952)       | Nationalist Party of Australia | West Sydney, New South Wales, 1901–1917 Bendigo, Victoria, 1917–1922 North Sydney, New South Wales, 1922–1949 Bradfield, New South Wales, 1949–1952 | 17. Februar 1917                           | 9. Februar 1923    | 1919               | Hughes V (Umbildung vom 21. Dezember 1921)     |              |
| 8.    | Stanley Bruce (1883–1967)      |                                | Flinders, Victoria, 1918–1929 ; 1931–1933 | Nationalist Party of Australia (Koalition) | 9. Februar 1923    | 22. Oktober 1929   | 1922                                           | Bruce-Page I |
| 8.    | Stanley Bruce (1883–1967)      | 1925                           | Flinders, Victoria, 1918–1929 ; 1931–1933 | Nationalist Party of Australia (Koalition) | 9. Februar 1923    | 22. Oktober 1929   | Bruce-Page II                                  |              |
| 8.    | Stanley Bruce (1883–1967)      | 1928                           | Flinders, Victoria, 1918–1929 ; 1931–1933 | Nationalist Party of Australia (Koalition) | 9. Februar 1923    | 22. Oktober 1929   | Bruce-Page III                                 |              |
| 9.    | James Scullin (1876–1953)      |                                | Yarra, Victoria, 1910–1949 | Australian Labor Party                     | 22. Oktober 1929   | 6. Januar 1932     | 1929                                           | Scullin      |
| 10.   | Joseph Lyons (1879–1939)       |                                | Wilmot, Tasmanien, 1929–1939 | United Australia Party (Koalition)         | 6. Januar 1932     | 7. April 1939†     | 1931                                           | Lyons I      |
| 10.   | Joseph Lyons (1879–1939)       | 1934                           | Wilmot, Tasmanien, 1929–1939 | United Australia Party (Koalition)         | 6. Januar 1932     | 7. April 1939†     | Lyons II (Umbildung vom 9. November 1934)      |              |
| 10.   | Joseph Lyons (1879–1939)       | —                              | Wilmot, Tasmanien, 1929–1939 | United Australia Party (Koalition)         | 6. Januar 1932     | 7. April 1939†     | Lyons III (Umbildung vom 29. November 1937)    |              |
| 10.   | Joseph Lyons (1879–1939)       | 1937                           | Wilmot, Tasmanien, 1929–1939 | United Australia Party (Koalition)         | 6. Januar 1932     | 7. April 1939†     | Lyons IV (Umbildung vom 7. November 1938)      |              |
| 11.   | Sir Earle Page (1880–1961)     |                                | Cowper, New South Wales 1919–1961 | Country Party of Australia (Koalition)     | 7. April 1939      | 26. April 1939     | —                                              | Page         |
| 12.   | Robert Menzies (1894–1978)     |                                | Kooyong, Victoria, 1934–1966 | United Australia Party (Koalition)         | 26. April 1939     | 28. August 1941    | —                                              | Menzies I    |
| 12.   | Robert Menzies (1894–1978)     | Menzies II                     | Kooyong, Victoria, 1934–1966 | United Australia Party (Koalition)         | 26. April 1939     | 28. August 1941    | —                                              |              |
| 12.   | Robert Menzies (1894–1978)     | 1940                           | Kooyong, Victoria, 1934–1966 | United Australia Party (Koalition)         | 26. April 1939     | 28. August 1941    | Menzies III                                    |              |
| 13.   | Arthur Fadden (1894–1973)      |                                | Darling Downs, Queensland 1936–1949 McPherson, Queensland 1949–1958                                                                                 | Country Party of Australia (Koalition)     | 28. August 1941    | 7. Oktober 1941    | —                                              | Fadden       |
| 14.   | John Curtin (1885–1945)        |                                | Fremantle, Western Australia, 1928–1931 ; 1934–1945                                                                                                 | Australian Labor Party                     | 7. Oktober 1941    | 5. Juli 1945†      | —                                              | Curtin I     |
| 14.   | John Curtin (1885–1945)        | 1943                           | Fremantle, Western Australia, 1928–1931 ; 1934–1945                                                                                                 | Australian Labor Party                     | 7. Oktober 1941    | 5. Juli 1945†      | Curtin II                                      |              |
| 15.   | Frank Forde (1890–1983)        |                                | Capricornia, Queensland, 1922–1946 | Australian Labor Party                     | 6. Juli 1945       | 13. Juli 1945      | —                                              | Forde        |
| 16.   | Ben Chifley (1885–1951)        |                                | Macquarie, New South Wales, 1928–1931 ; 1940–1951                                                                                                   | Australian Labor Party                     | 13. Juli 1945      | 19. Dezember 1949  | —                                              | Chifley I    |
| 16.   | Ben Chifley (1885–1951)        | 1946                           | Macquarie, New South Wales, 1928–1931 ; 1940–1951                                                                                                   | Australian Labor Party                     | 13. Juli 1945      | 19. Dezember 1949  | Chifley II                                     |              |
| (12.) | Sir Robert Menzies (1894–1978) |                                | Kooyong, Victoria, 1934–1966 | Liberal Party of Australia (Koalition)     | 19. Dezember 1949  | 26. Januar 1966    | 1949                                           | Menzies IV   |
| (12.) | Sir Robert Menzies (1894–1978) | 1951                           | Kooyong, Victoria, 1934–1966 | Liberal Party of Australia (Koalition)     | 19. Dezember 1949  | 26. Januar 1966    | Menzies V (Umbildung vom 11. Mai 1951)         |              |
| (12.) | Sir Robert Menzies (1894–1978) | 1954                           | Kooyong, Victoria, 1934–1966 | Liberal Party of Australia (Koalition)     | 19. Dezember 1949  | 26. Januar 1966    | Menzies VI (Umbildung vom 9. Juli 1954)        |              |
| (12.) | Sir Robert Menzies (1894–1978) | 1955                           | Kooyong, Victoria, 1934–1966 | Liberal Party of Australia (Koalition)     | 19. Dezember 1949  | 26. Januar 1966    | Menzies VII (Umbildung vom 11. Januar 1956)    |              |
| (12.) | Sir Robert Menzies (1894–1978) | 1958                           | Kooyong, Victoria, 1934–1966 | Liberal Party of Australia (Koalition)     | 19. Dezember 1949  | 26. Januar 1966    | Menzies VIII (Umbildung vom 10. Dezember 1958) |              |
| (12.) | Sir Robert Menzies (1894–1978) | 1961                           | Kooyong, Victoria, 1934–1966 | Liberal Party of Australia (Koalition)     | 19. Dezember 1949  | 26. Januar 1966    | Menzies IX (Umbildung vom 22. Dezember 1961)   |              |
| (12.) | Sir Robert Menzies (1894–1978) | 1963                           | Kooyong, Victoria, 1934–1966 | Liberal Party of Australia (Koalition)     | 19. Dezember 1949  | 26. Januar 1966    | Menzies X (Umbildung vom 18. Dezember 1963)    |              |
| 17.   | Harold Holt (1908–1967)        |                                | Fawkner, Victoria, 1935–1949 Higgins, Victoria, 1949–1967†                                                                                          | Liberal Party of Australia (Koalition)     | 26. Januar 1966    | 19. Dezember 1967† | —                                              | Holt I       |
| 17.   | Harold Holt (1908–1967)        | 1966                           | Fawkner, Victoria, 1935–1949 Higgins, Victoria, 1949–1967†                                                                                          | Liberal Party of Australia (Koalition)     | 26. Januar 1966    | 19. Dezember 1967† | Holt II                                        |              |
| 18.   | John McEwen (1900–1980)        |                                | Echuca, Victoria, 1934–1937 Indi, Victoria, 1937–1949 Murray, Victoria, 1949–1971                                                                   | Country Party of Australia (Koalition)     | 19. Dezember 1967  | 10. Januar 1968    | —                                              | McEwen       |
| 19.   | John Gorton (1911–2002)        |                                | Senator 1950–1968 Higgins, Victoria, 1968–1975 | Liberal (Koalition)                        | 10. Januar 1968    | 10. März 1971      | —                                              | Gorton I     |
| 19.   | John Gorton (1911–2002)        | —                              | Senator 1950–1968 Higgins, Victoria, 1968–1975 | Liberal (Koalition)                        | 10. Januar 1968    | 10. März 1971      | Gorton II                                      |              |
| 19.   | John Gorton (1911–2002)        | 1969                           | Senator 1950–1968 Higgins, Victoria, 1968–1975 | Liberal (Koalition)                        | 10. Januar 1968    | 10. März 1971      | Gorton III                                     |              |
| 20.   | William McMahon (1908–1988)    |                                | Lowe, New South Wales, 1949–1982 | Liberal Party of Australia (Koalition)     | 10. März 1971      | 5. Dezember 1972   | —                                              | McMahon      |
| 21.   | Gough Whitlam (1916–2014)      |                                | Werriwa, New South Wales, 1952–1978 | Australian Labor Party                     | 5. Dezember 1972   | 11. November 1975  | 1972                                           | Whitlam I    |
| 21.   | Gough Whitlam (1916–2014)      | —                              | Werriwa, New South Wales, 1952–1978 | Australian Labor Party                     | 5. Dezember 1972   | 11. November 1975  | Whitlam II                                     |              |
| 21.   | Gough Whitlam (1916–2014)      | 1974                           | Werriwa, New South Wales, 1952–1978 | Australian Labor Party                     | 5. Dezember 1972   | 11. November 1975  | Whitlam III                                    |              |
| 22.   | Malcolm Fraser (1930–2015)     |                                | Wannon, Victoria, 1955–1983 | Liberal Party of Australia (Koalition)     | 11. November 1975  | 11. März 1983      | —                                              | Fraser I     |
| 22.   | Malcolm Fraser (1930–2015)     | 1975                           | Wannon, Victoria, 1955–1983 | Liberal Party of Australia (Koalition)     | 11. November 1975  | 11. März 1983      | Fraser II                                      |              |
| 22.   | Malcolm Fraser (1930–2015)     | 1977                           | Wannon, Victoria, 1955–1983 | Liberal Party of Australia (Koalition)     | 11. November 1975  | 11. März 1983      | Fraser III                                     |              |
| 22.   | Malcolm Fraser (1930–2015)     | 1980                           | Wannon, Victoria, 1955–1983 | Liberal Party of Australia (Koalition)     | 11. November 1975  | 11. März 1983      | Fraser IV                                      |              |
| 23.   | Bob Hawke (1929–2019)          |                                | Wills, Victoria, 1980–1992 | Australian Labor Party                     | 11. März 1983      | 20. Dezember 1991  | 1983                                           | Hawke I      |
| 23.   | Bob Hawke (1929–2019)          | 1984                           | Wills, Victoria, 1980–1992 | Australian Labor Party                     | 11. März 1983      | 20. Dezember 1991  | Hawke II                                       |              |
| 23.   | Bob Hawke (1929–2019)          | 1987                           | Wills, Victoria, 1980–1992 | Australian Labor Party                     | 11. März 1983      | 20. Dezember 1991  | Hawke III                                      |              |
| 23.   | Bob Hawke (1929–2019)          | 1990                           | Wills, Victoria, 1980–1992 | Australian Labor Party                     | 11. März 1983      | 20. Dezember 1991  | Hawke IV                                       |              |
| 24.   | Paul Keating (1944– )          |                                | Blaxland, New South Wales, 1969–1996 | Australian Labor Party                     | 20. Dezember 1991  | 11. März 1996      | —                                              | Keating I    |
| 24.   | Paul Keating (1944– )          | 1993                           | Blaxland, New South Wales, 1969–1996 | Australian Labor Party                     | 20. Dezember 1991  | 11. März 1996      | Keating II                                     |              |
| 25.   | John Howard (1939– )           |                                | Bennelong, New South Wales, 1974–2007 | Liberal Party of Australia (Koalition)     | 11. März 1996      | 3. Dezember 2007   | 1996                                           | Howard I     |
| 25.   | John Howard (1939– )           | 1998                           | Bennelong, New South Wales, 1974–2007 | Liberal Party of Australia (Koalition)     | 11. März 1996      | 3. Dezember 2007   | Howard II                                      |              |
| 25.   | John Howard (1939– )           | 2001                           | Bennelong, New South Wales, 1974–2007 | Liberal Party of Australia (Koalition)     | 11. März 1996      | 3. Dezember 2007   | Howard III                                     |              |
| 25.   | John Howard (1939– )           | 2004                           | Bennelong, New South Wales, 1974–2007 | Liberal Party of Australia (Koalition)     | 11. März 1996      | 3. Dezember 2007   | Howard IV                                      |              |
| 26.   | Kevin Rudd (1957– )            |                                | Griffith, Queensland, 1998–2013 | Australian Labor Party                     | 3. Dezember 2007   | 24. Juni 2010      | 2007                                           | Rudd I       |
| 27.   | Julia Gillard (1961– )         |                                | Lalor, Victoria, 1998–2013 | Australian Labor Party                     | 24. Juni 2010      | 26. Juni 2013      | —                                              | Gillard I    |
| 27.   | Julia Gillard (1961– )         | 2010                           | Lalor, Victoria, 1998–2013 | Australian Labor Party                     | 24. Juni 2010      | 26. Juni 2013      | Gillard II                                     |              |
| (26.) | Kevin Rudd (1957– )            |                                | Griffith, Queensland, 1998–2013 | Australian Labor Party                     | 27. Juni 2013      | 18. September 2013 | —                                              | Rudd II      |
| 28.   | Tony Abbott (1957– )           |                                | Warringah, New South Wales, 1994–2019 | Liberal Party of Australia                 | 18. September 2013 | 15. September 2015 | 2013                                           | Abbott       |
| 29.   | Malcolm Turnbull (1954– )      |                                | Wentworth, New South Wales, 2004–2018 | Liberal Party of Australia                 | 15. September 2015 | 24. August 2018    | —                                              | Turnbull I   |
| 29.   | Malcolm Turnbull (1954– )      | 2016                           | Wentworth, New South Wales, 2004–2018 | Liberal Party of Australia                 | 15. September 2015 | 24. August 2018    | Turnbull II                                    |              |
| 30.   | Scott Morrison (1968– )        |                                | Cook, New South Wales, 2007–2024 | Liberal Party of Australia                 | 24. August 2018    | 23. Mai 2022       | —                                              | Morrison I   |
| 30.   | Scott Morrison (1968– )        | 2019                           | Cook, New South Wales, 2007–2024 | Liberal Party of Australia                 | 24. August 2018    | 23. Mai 2022       | Morrison II                                    |              |
| 31.   | Anthony Albanese (1963– )      |                                | Grayndler, New South Wales Seit 1996 | Australian Labor Party                     | 23. Mai 2022       | amtierend          | 2022                                           | Albanese I   |
| 31.   | Anthony Albanese (1963– )      | 2025                           | Grayndler, New South Wales Seit 1996 | Australian Labor Party                     | 23. Mai 2022       | amtierend          | Albanese II                                    |              |